# Frigil dorsi-rogenc
El frigil dorsi-rogenc (Idiopsar dorsalis) és un ocell de la família dels tràupids (Thraupidae).

## Hàbitat i distribució
Habita vessants rocosos oberts i praderies de puna als Andes al sud-oest de Bolívia, Xile i oest de l'Argentina.